# Tour de l'Ain 1998
Il Tour de l'Ain 1998, decima edizione della corsa, si svolse dal 12 al 16 agosto 1998 su un percorso di 736 km ripartiti in 5 tappe (la quinta suddivisa in due semitappe), con partenza e arrivo a Bourg-en-Bresse. Fu vinto dall'italiano Cristian Gasperoni della Amore & Vita davanti al suo connazionale Alessio Galletti e al francese Vincent Cali.

## Tappe
| Tappa  | Data      | Percorso                                       | km    | Vincitore di tappa   | Leader cl. generale |
| ------ | --------- | ---------------------------------------------- | ----- | -------------------- | ------------------- |
| 1ª     | 12 agosto | Bourg-en-Bresse > Saint-Didier-sur-Chalaronne  | 166,5 | Frédéric Gabriel     | Frédéric Gabriel    |
| 2ª     | 13 agosto | Thoissey > Arbent                              | 160   | Cristian Gasperoni   | Frédéric Gabriel    |
| 3ª     | 14 agosto | Arbent > Saint-Genis-Pouilly                   | 129,5 | Alessio Galletti     | Cristian Gasperoni  |
| 4ª     | 15 agosto | Saint-Genis-Pouilly > Saint-Vulbas             | 154   | Grzegorz Gwiazdowski | Cristian Gasperoni  |
| 5ª-1ª  | 16 agosto | Lagnieu > Bourg-en-Bresse                      | 108   | Fabrice Gougot       | Cristian Gasperoni  |
| 5ª-2ª  | 16 agosto | Jasseron > Bourg-en-Bresse (cron. individuale) | 18,2  | Chris Boardman       | Cristian Gasperoni  |
| Totale | Totale    | Totale                                         | 736   |                      |                     |

## Dettagli delle tappe

### 1ª tappa
- 12 agosto: Bourg-en-Bresse > Saint-Didier-sur-Chalaronne – 166,5 km

| Pos. | Corridore        | Squadra           | Tempo    |
| ---- | ---------------- | ----------------- | -------- |
| 1    | Frédéric Gabriel | Mutuelle de Seine | 3h43'41" |
| 2    | Cyrille Prise    |                   | s.t.     |
| 3    | Andrej Mizurov   |                   | s.t.     |

| Pos. | Corridore        | Squadra           | Tempo    |
| ---- | ---------------- | ----------------- | -------- |
| 1    | Frédéric Gabriel | Mutuelle de Seine | 3h43'28" |

### 2ª tappa
- 13 agosto: Thoissey > Arbent – 160 km

| Pos. | Corridore            | Squadra           | Tempo    |
| ---- | -------------------- | ----------------- | -------- |
| 1    | Cristian Gasperoni   | Amore & Vita      | 3h47'30" |
| 2    | Frédéric Gabriel     | Mutuelle de Seine | s.t.     |
| 3    | Grzegorz Gwiazdowski | Cofidis           | s.t.     |

| Pos. | Corridore        | Squadra           | Tempo    |
| ---- | ---------------- | ----------------- | -------- |
| 1    | Frédéric Gabriel | Mutuelle de Seine | 7h30'52" |

### 3ª tappa
- 14 agosto: Arbent > Saint-Genis-Pouilly – 129,5 km

| Pos. | Corridore          | Squadra           | Tempo    |
| ---- | ------------------ | ----------------- | -------- |
| 1    | Alessio Galletti   | Amore & Vita      | 3h24'36" |
| 2    | Cristian Gasperoni | Amore & Vita      | s.t.     |
| 3    | Frédéric Gabriel   | Mutuelle de Seine | a 2'44"  |

| Pos. | Corridore          | Squadra      | Tempo     |
| ---- | ------------------ | ------------ | --------- |
| 1    | Cristian Gasperoni | Amore & Vita | 10h55'29" |

### 4ª tappa
- 15 agosto: Saint-Genis-Pouilly > Saint-Vulbas – 154 km

| Pos. | Corridore            | Squadra           | Tempo    |
| ---- | -------------------- | ----------------- | -------- |
| 1    | Grzegorz Gwiazdowski | Cofidis           | 4h14'18" |
| 2    | Franck Ramel         | Home Market       | a 1'04"  |
| 3    | Frédéric Gabriel     | Mutuelle de Seine | s.t.     |

| Pos. | Corridore          | Squadra      | Tempo     |
| ---- | ------------------ | ------------ | --------- |
| 1    | Cristian Gasperoni | Amore & Vita | 15h10'51" |

### 5ª tappa - 1ª semitappa
- 16 agosto: Lagnieu > Bourg-en-Bresse – 108 km

| Pos. | Corridore       | Squadra           | Tempo    |
| ---- | --------------- | ----------------- | -------- |
| 1    | Fabrice Gougot  | Casino            | 2h26'50" |
| 2    | Laurent Paumier |                   | s.t.     |
| 3    | Jérôme Bernard  | Mutuelle de Seine | s.t.     |

| Pos. | Corridore          | Squadra      | Tempo |
| ---- | ------------------ | ------------ | ----- |
| 1    | Cristian Gasperoni | Amore & Vita |       |

### 5ª tappa - 2ª semitappa
- 16 agosto: Jasseron > Bourg-en-Bresse (cron. individuale) – 18,2 km

| Pos. | Corridore      | Squadra | Tempo  |
| ---- | -------------- | ------- | ------ |
| 1    | Chris Boardman | Gan     | 20'36" |
| 2    | David Millar   | Cofidis | a 9"   |
| 3    | Jens Lehmann   |         | a 29"  |

| Pos. | Corridore          | Squadra      | Tempo     |
| ---- | ------------------ | ------------ | --------- |
| 1    | Cristian Gasperoni | Amore & Vita | 18h01'55" |
| 2    | Alessio Galletti   | Amore & Vita | a 6"      |
| 3    | Vincent Cali       | Casino       | a 2'11"   |

## Classifiche finali

### Classifica generale
| Pos. | Corridore            | Squadra                        | Tempo     |
| ---- | -------------------- | ------------------------------ | --------- |
| 1    | Cristian Gasperoni   | Amore & Vita                   | 18h01'55" |
| 2    | Alessio Galletti     | Amore & Vita                   | a 6"      |
| 3    | Vincent Cali         | Casino                         | a 2'11"   |
| 4    | Frédéric Gabriel     | Mutuelle de Seine-et-Marne     | a 2'28"   |
| 5    | Stéphane Petilleau   | Gan                            | a 2'49"   |
| 6    | Andrej Mizurov       |                                | s.t.      |
| 7    | Sebastien Demarbaix  | Home Market-Ville de Charleroi | a 3'01"   |
| 8    | Timothy Jones        | Amore & Vita                   | a 3'48"   |
| 9    | Mirko Puglioli       | Amore & Vita                   | a 4'59"   |
| 10   | Grzegorz Gwiazdowski | Cofidis                        | a 5'55"   |